# Daffy baby-sitter
Daffy baby-sitter (The Up-Standing Sitter) est un cartoon, réalisé par Robert McKimson et sorti en 1948, qui met en scène Daffy Duck.